# Вемачитрин
Вемачитрин (санскрит) или Вепачитти (пали) — имя лидера асуров, который занимает видное место во многих буддийских сутрах.
Вемачитрин — самый выдающийся из лидеров асуров в их войне с дэвами Траястримшы. После одной битвы он был взят в плен и привязан к трону Шакры, правителя Траястримшы, которого он осыпал словесными оскорблениями. Шакра терпеливо переносил их и утверждал, что такое терпение было признаком силы, а не слабости. (Вепачитти-сутта, SN.xi.4)
Позже Вемачитрин и Шакра устроили состязание стихов перед дэвами и асурами. Каждый из них выступал со стихом своего сочинения, чтобы посмотреть, кто лучше расскажет. Шакра был признан победителем обеими сторонами, так как стихи Вемачитрина были посвящены раздорам и насилию, тогда как стихи Шакры были назидательными и восхваляли мир и гармонию. ( Субхаситаджайа-сутта, SN.xi.5)

Дочь Вемачитрина звали Суджа (или Суджата). После ухаживаний, растянувшихся на многие жизни, Суджа вышла замуж за Шакру, и Вемачитрин стал тестем своего врага.